# Evelyn McHale
Evelyn Francis McHale (20 tháng 9 năm 1923 – 1 tháng 5 năm 1947) là một nhân viên kế toán người Mỹ, đã tự sát khi nhảy xuống từ nơi tham quan tầng thứ 86 của Tòa nhà Empire State ngày 1 tháng 5 năm 1947.
Robert Wiles, một sinh viên nhiếp ảnh, đã chụp ảnh lại cái chết của cô 4 phút sau đó. Đây được xem là một trong những bức ảnh tự tử nổi tiếng nhất lịch sử, thường nhắc đến như là "vụ tự tử đẹp nhất".

## Cuộc đời
Evelyn McHale sinh tại Berkeley, California, là một trong chín người con của gia đình Helen và Vincent McHale. Vincent là một nhà giám định ngân hàng và định cư ở Washington D.C. năm 1930. Cha mẹ của cô ly hôn. Vincent nhận quyền nuôi tất cả những đứa con của mình và chuyển đến Tuckahoe, New York. Sau khi tốt nghiệp trung học, Evelyn gia nhập Đoàn Nữ Lục quân Hoa Kỳ và đóng quân ở Jefferson, Missouri.
Cô sau đó chuyển tới Baldwin, New York và trở thành nhân viên kế toán của Công ty Kitab Engraving trên Phố Pearl. Cô gặp hôn phu Barry Rhodes, một sinh viên đã giải ngũ từ Không lực Lục quân Hoa Kỳ.

### Qua đời
Ngày 30 tháng 4 năm 1947, McHale bắt một chuyến tàu từ New York đến Easton, Pennsylvania để đến thăm Rhodes. Sau khi rời khỏi nhà của Rhodes, cô trở lại thành phố New York vào ngày hôm sau và đến Tòa nhà Empire State, rồi nhảy xuống từ lầu thứ 86. Thi thể của cô được chị gái, Helen Brenner, nhận dạng. Theo yêu cầu của cô, gia đình chỉ tổ chức hỏa thiêu mà không chôn cất hay làm lễ tang.
Rhodes không nhận thấy bất cứ ý định tự tử nào trước khi McHale bỏ đi. Thám tử Frank Murray tìm thấy bức thư tuyệt mệnh của cô trong một cuốn sổ tay màu đen, nằm cạnh chiếc áo khoác được xếp ngăn nắp qua bức tường quan sát, có viết:
Tôi không muốn bất kỳ ai, kể cả người trong gia đình, tìm thấy thi thể của tôi. Liệu có thể tiêu hủy hay hỏa thiêu cơ thể của tôi hay không? Tôi cầu xin bạn và gia đình tôi – đừng làm lễ tang hay tưởng nhớ gì cả. Hôn phu của tôi muốn kết hôn vào tháng 6. Tôi không nghĩ mình có thể làm tròn bổn phận làm vợ với bất cứ ai. Sẽ tốt hơn nếu anh ta chia tay với tôi. Hãy nhắn với cha tôi rằng, tôi mang nhiều suy nghĩ của mẹ mình.

## Di sản
Bức ảnh thi thể của cô, do Robert Wiles chụp lại, được so sánh với hình ảnh Thích Quảng Đức tự thiêu tại Sài Gòn ngày 11 tháng 6 năm 1963 của nhiếp ảnh gia Malcolm Wilde Browne. Ben Cosgrove của Time mô tả tấm ảnh "phong phú về kỹ thuật, hình ảnh hấp dẫn và [...] vô cùng quyến rũ." Cosgrove mô tả thi thể của cô như "đang nghỉ ngơi [hay] chợp mắt hơn là [...] đã chết" và giống như "đang mơ ngủ về vẻ đẹp của mình".
Andy Warhol dùng ảnh của Wiles trong tác phẩm Suicide (Fallen Body).